# Guldkompassen
Guldkompassen (originaltitel: Northern Lights, alt. The Golden Compass) är den första delen av Den mörka materian, en trilogi av Philip Pullman.
Guldkompassen vann priset Carnegie Medal och Guardian Children's Fiction Prize. Vissa kritiker tycker att boken och hela trilogin beskriver en negativ bild av den kristna kyrkan och religionen.

## Titel
Bokens andra titel, The Golden Compass, kommer ursprungligen från John Miltons Det förlorade paradiset.
Then staid the fervid wheels, and in his hand

He took the golden compasses, prepared

In God's eternal store, to circumscribe

This universe, and all created things:

One foot he centred, and the other turned

Round through the vast profundity obscure

## Berättelse
Boken utspelar sig i ett parallellt universum, där varje människa har en så kallad daimon, vilket är en del av människans själ i form av ett djur utanför den fysiska kroppen. Människan och dess daimon kan inte vara för långt ifrån varandra, men undantag för häxor, där daimonen och människan kan vara i princip hur långt som helst från varandra. När en människa kommer i puberteten antar daimonen en form som den sedan har resten av livet. Varken människan eller daimonen kan välja vilken form daimonen kommer anta, men det blir alltid något som hör ihop med människans personlighet.

### Handling
Lyra Belacqua är en elvaårig flicka som bor på Jordan College i Oxford i en parallell värld. Lyra vet inget om sina föräldrar, bara att hennes farbror, lord Asriel, lämnade henne på Jordan efter att hennes föräldrar dött i en luftskeppsolycka. Lyras daimon heter Pantalaimon och uppträder ofta i formen av en hermelin eller en vildkatt. 
Lord Asriel är vetenskapsman och tror sig ha kommit på ett sätt att resa mellan olika dimensioner. Lyras farbror är dock jagad på grund av denna upptäckt, och dessutom försvinner Lyras bästa vän Roger spårlöst. Genom en serie omständigheter blir Lyra indragen i en jakt dels på Roger och dels på sin farbror. Som hjälp använder hon alethiometern, det är ett instrument med vilket Lyra har möjlighet att få svar på alla tänkbara frågor.